# 1917 a vasúti közlekedésben
Ez a szócikk a 1917-ben történt vasúti eseményeket mutatja be.

## Események Magyarországon
- Február 12. - Aradon lóvasúti kocsik helyett gőzmozdonyokat állítottak forgalomba a személyszállításban.[1]